# بهستان
بهستان، روستایی است از توابع بخش مرکزی در پایین دست دریاچه سد آق چای شهرستان چایپاره استان آذربایجان غربی ایران. محوطه بهستان یکی از آثار ملی ثبت شده ایران در خوی آذربایجان است که قدمت آن مربوط به قرون ۶ تا ۸ ه . ق ـ قرون ۱۰ تا ۱۲ ه . ق می باشد و در تاریخ ۱۳۸۵/۰۸/۲۷ به شماره ثبت 16597 در مجموعه آثار تاریخی ایران ثبت شده است.زبان رایج  مردم این روستا ترکی هست.

## جمعیت
این روستا در دهستان بسطام قرار داشته و بر اساس سرشماری سال ۱۳۸۵ جمعیت آن ۴۹نفر (۱۲خانوار) 
بوده است.